# Sundsjön (Hanebo socken, Hälsingland)

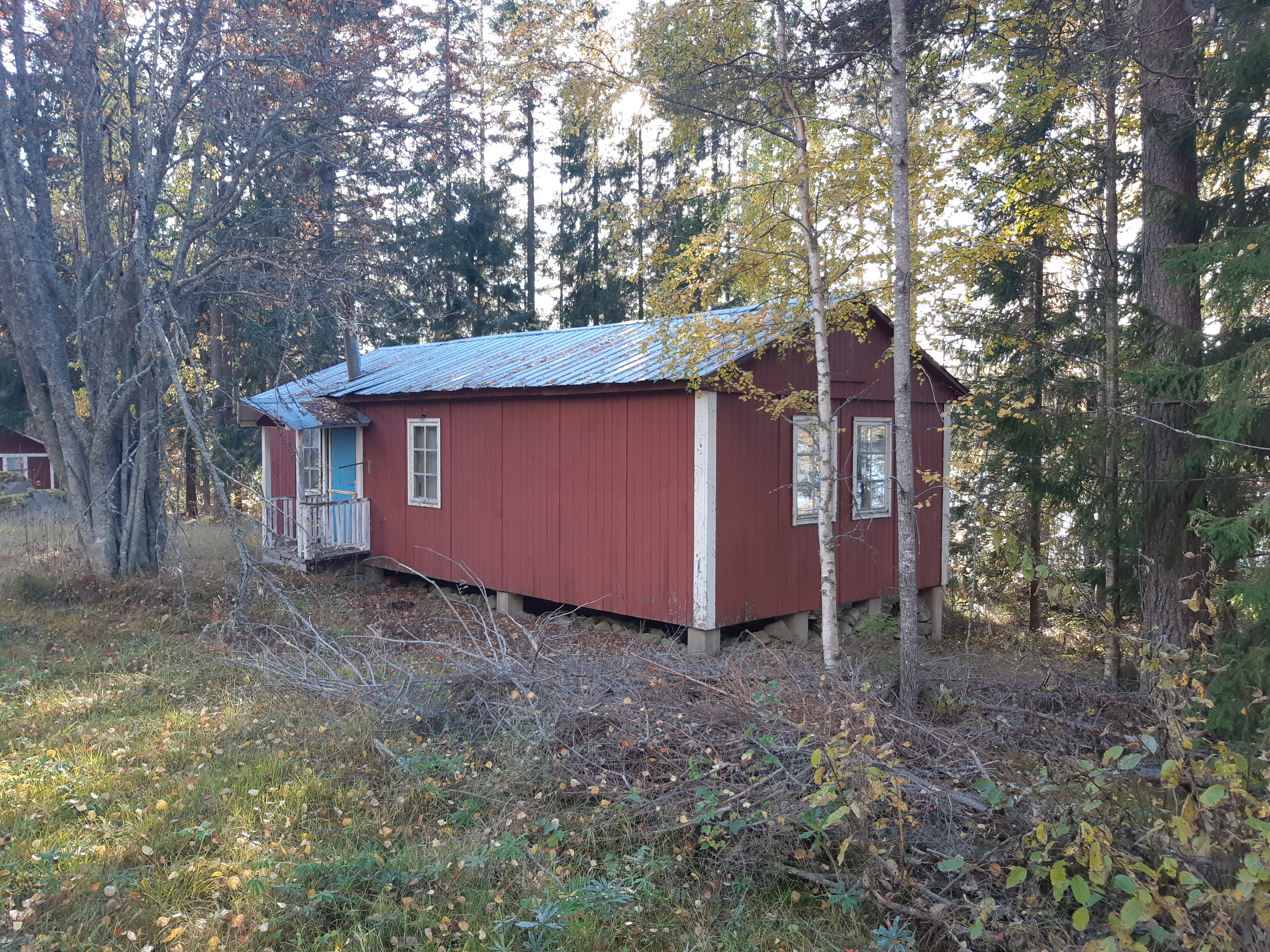
Flybaracken vid Sundsjön, den användes av bönderna i Sörfly som har skog i området. Baracken brukades vid skogsarbete ända in på andra hälften av 1900-talet.

Sundsjön är en sjö i Bollnäs kommun i Hälsingland och ingår i Ljusnans huvudavrinningsområde. Sjön är 10 meter djup, har en yta på 0,861 kvadratkilometer och befinner sig 289,2 meter över havet. Sjön avvattnas av vattendraget Rödtjärnsbäcken.

## Delavrinningsområde
Sundsjön ingår i det delavrinningsområde (678009-153384) som SMHI kallar för Utloppet av Sundsjön. Medelhöjden är 307 meter över havet och ytan är 6,2 kvadratkilometer. Det finns inga avrinningsområden uppströms utan avrinningsområdet är högsta punkten. Rödtjärnsbäcken som avvattnar avrinningsområdet har biflödesordning 4, vilket innebär att vattnet flödar genom totalt 4 vattendrag innan det når havet efter 53 kilometer. Avrinningsområdet består mestadels av skog (71 procent). Avrinningsområdet har 0,86 kvadratkilometer vattenytor vilket ger det en sjöprocent på 13,9 procent.